# わけもん!!
『わけもん!!』は、宮崎放送（MRTテレビ）で放送されているローカル情報バラエティ番組である。2011年4月7日放送開始。

## 概要
- 2009年7月18日から2011年3月26日まで毎週土曜日16:00 - 16:54（JST。以下同）に放送されていた『わけもん!』が前身。「わけもん」とは宮崎弁で「若者」という意味で、県内の若者を応援する番組としてスタートした。
- 2011年4月からTBS系でローカルセールス枠だった木曜20時台に移動し、『わけもん!GT』と改題してリニューアルスタート（「GT」とは「ゴールデンタイム」の意味である）。2012年10月、ローカルセールス枠の移行により水曜20時台へ移動した。2014年4月からはTBSと系列局で放送されている『水トク!』の放送時間変更に伴い、19時56分放送開始となる。なお、『日本有線大賞』（毎年12月上旬頃）などの期首特番が放送される際には休止となる。
- MRTアナウンサーや、宮崎出身のタレントが様々な企画に挑戦し宮崎県内の魅力をお届けしている。これまでの人気コーナーに、当時番組レギュラーだった藤岡弘、が宮崎県内を訪れてまわる「藤岡弘、宮崎ぶらり旅」があった。
- 藤岡は『GT』に変わってからの第1回にスタジオ生出演を果たしているが、その後は藤岡のスケジュールを考えてぶらり旅コーナーは数本分のまとめ撮りを行っている。
- なお、開始から数か月間はスタジオからの生放送だったが、その後はスケジュールの都合もあり、全編VTRロケになっている。他に各界からのメッセージを伝える「わけもんにほえろ!」（テレビドラマ『太陽にほえろ!』のテーマ曲がBGM）もある。
- 2016年4月13日にリニューアルし、『わけもん!!』に改題した。3月で終了した「あるあるセブン」の一部のコーナーを統合した。(現在は放送終了)
- 2017年10月からは、19:57-20:57の60分枠となった。
- 2021年4月より、2分繰り上げて19:55から放送している。
- 2023年3月29日放送分で、藤岡は12年間出演した番組を卒業。
- 2023年4月からは、放送時間を1時間繰り上げ、19:00-20:00となった。また、番組タイトルロゴの変更や内容(主に宮崎出身の吉本興業所属芸人によるロケ企画)など、大幅にリニューアルが施された。
- 2024年に宮崎市でひなたフェスが開催されることが決定されると、番組内で毎週「週刊日向坂ニュース」が放送された。ひなたフェス開催後も不定期で続いている。

## 出演者
- MRTアナウンサー
- ジェラードン
- いぬ
- チキンナンゴー
- 松尾龍
- 日向坂46（不定期出演）